# Julián Ruiz Martorell
Julián Ruiz Martorell (Cuenca, 19 gennaio 1957) è un vescovo cattolico spagnolo, dal 31 ottobre 2023 vescovo di Sigüenza-Guadalajara.

## Biografia
Julián Ruiz Martorell è nato a Cuenca il 19 gennaio 1957.

### Formazione e ministero sacerdotale
Ha compiuto gli studi ecclesiastici presso il seminario metropolitano di Saragozza e il Centro regionale di studi teologici dell'Aragona (CRETA).
Il 24 ottobre 1981 è stato ordinato presbitero per l'arcidiocesi di Saragozza da monsignor Elías Yanes Álvarez. In seguito è stato vicario economo della parrocchia di San Giovanni Battista a Plasencia de Jalón e incaricato della parrocchia di Nostra Signora degli Angeli a Bardallur dal 1981 al 1983 e incaricato delle parrocchie di Nostra Signora dell'Assunzione a Bárboles, di San Giovanni Battista a Pleitas e di Nostra Signora dell'Assunzione a Oitura nel 1983. Nel 1983 è stato inviato a Roma per studi. Ha conseguito la licenza in teologia dogmatica presso la Pontificia Università Gregoriana e la licenza in Sacra Scrittura presso il Pontificio Istituto Biblico. A Roma è stato anche cappellano delle Suore di San Giovanni Battista. Tornato in patria è stato parroco della parrocchia di Santa Maria Raffaela a Saragozza dal 1988 al 1993; professore di Sacra Scrittura presso il Centro regionale di studi teologici dell'Aragona dal 1988; direttore dello stesso dal 1998 al 2004; direttore e professore dell'Istituto superiore di scienze religiose "Nostra Signora del Pilar" dal 1991; membro del consiglio pastorale diocesano dal 1993; cappellano della comunità religiosa del Collegio Teresiano del Pilar dal 1994; membro del consiglio presbiterale dal 1998; direttore e professore del Centro di Saragozza dell'Istituto superiore di scienze religiose a distanzia "Sant'Agostino" dal 1999; canonico della basilica di Nostra Signora del Pilar dal 2003; membro del collegio dei consultori e segretario del consiglio presbiterale dal 2005 e vicario generale dal 2009.

### Ministero episcopale
Il 30 dicembre 2010 papa Benedetto XVI lo ha nominato vescovo di Huesca e di Jaca, due sedi unite in persona episcopi. Ha ricevuto l'ordinazione episcopale il 5 marzo successivo nella cattedrale di Huesca dall'arcivescovo metropolita di Saragozza Manuel Ureña Pastor, co-consacranti il cardinale Antonio Cañizares Llovera, prefetto della Congregazione per il culto divino e la disciplina dei sacramenti, e l'arcivescovo Renzo Fratini, nunzio apostolico in Spagna e Andorra. Durante la stessa celebrazione ha preso possesso della diocesi. Il giorno successivo ha preso possesso anche della diocesi di Jaca.
Nel febbraio del 2014 e nel dicembre del 2021 ha compiuto la visita ad limina.
Il 31 ottobre 2023 papa Francesco lo ha nominato vescovo di Sigüenza-Guadalajara. Il 23 dicembre successivo ha preso possesso della diocesi.
In seno alla Conferenza episcopale spagnola è membro della commissione per l'evangelizzazione, la catechesi e il catecumenato dal marzo del 2020. In precedenza è stato membro della sottocommissione per la catechesi dal 2014 e membro della commissione per la liturgia e della commissione per l'insegnamento e la catechesi dal marzo del 2017 al 2020.
È autore di vari studi ed articoli sulla Sacra Scrittura.
Oltre allo spagnolo, parla, italiano, inglese e francese. Legge il tedesco e conosce bene il latino, il greco, l'ebraico e l'aramaico.

## Genealogia episcopale
La genealogia episcopale è:
- Cardinale Scipione Rebiba
- Cardinale Giulio Antonio Santori
- Cardinale Girolamo Bernerio, O.P.
- Arcivescovo Galeazzo Sanvitale
- Cardinale Ludovico Ludovisi
- Cardinale Luigi Caetani
- Cardinale Ulderico Carpegna
- Cardinale Paluzzo Paluzzi Altieri degli Albertoni
- Papa Benedetto XIII
- Papa Benedetto XIV
- Papa Clemente XIII
- Cardinale Giovanni Francesco Albani
- Cardinale Carlo Rezzonico
- Cardinale Antonio Dugnani
- Arcivescovo Jean-Charles de Coucy
- Cardinale Gustave-Maximilien-Juste de Croÿ-Solre
- Vescovo Charles-Auguste-Marie-Joseph Forbin-Janson
- Cardinale François-Auguste-Ferdinand Donnet
- Vescovo Charles-Emile Freppel
- Cardinale Louis-Henri-Joseph Luçon
- Cardinale Charles-Henri-Joseph Binet
- Cardinale Maurice Feltin
- Cardinale Jean-Marie Villot
- Arcivescovo Mario Tagliaferri
- Arcivescovo Manuel Ureña Pastor
- Vescovo Julián Ruiz Martorell